# Nan-jüe
Nan-jüe (čínsky pchin-jinem Nán Yuè, znaky 南越; vietnamsky Nam Việt) byl v letech 207–111 př. n. l. starověký jüesko-čínský stát rozkládající se v čínských provinciích Kuang-tung a Kuang-si a na severu dnešního Vietnamu. Jeho hlavní město Pchan-jü (Phiên Ngung) leželo na místě dnešního Kantonu, metropole Kuang-tungu. Založen byl čínským generálem Čao Tchuoem, který velel čchinské armádě kontrolující zmíněný region. Zanikl, když byl dobyt vojsky říše Chan vyslanými císařem Wu-tim.

## Historie

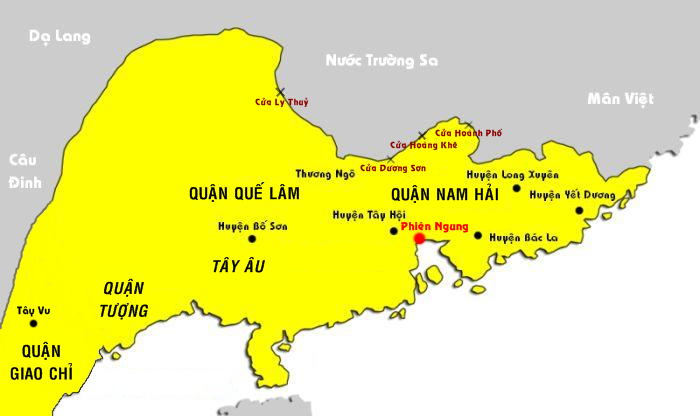
Území Nan-jüe kolem roku 204 př. n. l.

Království Nam Việt, resp. Nan-jüe, vzniklo roku 204 př. n. l. při rozpadu čínské čchinské říše, ve které od roku 209 př. n. l. probíhala protičchinská povstání. Na jihu říše Čchin, v dnešních čínských provinciích Kuang-tung a Kuang-si velel čínským vojskům generál Čao Tchuo, který krátce předtím, roku 214 př. n. l. dobyl dotyčné území osídlené jüeskými kmeny a roku 207 př. n. l. i vietnamský stát Âu Lạc v dnešním severním Vietnamu.
Čao Tchuo po zániku říše Čchin roku 206 př. n. l. ovládl její jižní oblasti a roku 204 př. n. l. se prohlásil císařem říše Nan-jüe. Po několika letech, roku 196 př. n. l. Čao Tchuo uznal formální svrchovanost nové čínské říše Chan s titulem krále (wang). Po nástupu císařovny Lü k moci v říši Chan vztahy s Nan-jüe nabyly nepřátelský charakter a Čao Tchuo se opět prohlásil císařem. Až nový chanský císař Wen-ti (vládl 180–157 př. n. l.) dokázal urovnat vzájemné vztahy, přičemž se Čao Tchuo ve stycích s Chany vzdal císařské hodnosti.
Vládní a administrativní systém byl vybudován podle čínských zvyklostí, země byla podle čínského způsobu rozdělena na komandérie a okresy. Hlavním městem státu bylo Pchan-jü (vietnamsky Phiên Ngung) na místě pozdějšíhoho Kantonu. Původní čchinské elity čínského původu se mísily s jüeskými náčelníky a vytvořili tak smíšenou vládnoucí vrstvu.
Vztahy s Chany se za vlády chanského císaře Wu-tiho opět zhoršily a nakonec roku 111 př. n. l. chanská vojska Nan-jüe dobyla. Obsazené území bylo rozděleno na devět komandérií, spojených v kontrolní okruh Ťiao-čou.